# Psilaspilates cavifasciata
Psilaspilates cavifasciata är en fjärilsart som beskrevs av Butler 1882. Psilaspilates cavifasciata ingår i släktet Psilaspilates och familjen mätare. Inga underarter finns listade.